# Olympische Winterspiele 2018/Teilnehmer (Liechtenstein)
| Gelbes Symbol für Goldmedaillen mit stilisierten Olympischen Ringen | Graues Symbol für Silbermedaillen mit stilisierten Olympischen Ringen | Braundes Symbol für Bronzemedaillen mit stilisierten Olympischen Ringen |
| ------------------------------------------------------------------- | --------------------------------------------------------------------- | ----------------------------------------------------------------------- |
| —                                                                   | —                                                                     | 1                                                                       |

Liechtenstein nahm an den Olympischen Winterspielen 2018 in Pyeongchang mit einer Delegation von drei Athleten teil: Marco Pfiffner, Tina Weirather und Martin Vögeli.
Für Marco Pfiffner waren es nach Sotschi 2014 die zweiten Olympischen Winterspiele, für Tina Weirather die vierten Olympischen Spiele und Skilangläufer Martin Vögeli war das erste Mal dabei. Skilangläufer Michael Biedermann trat nicht an. Er hatte die nationalen Kriterien erfüllt, da Liechtenstein aber nur einen Quotenplatz zur Verfügung hatte, wurde der in der Weltrangliste besser klassierte Vögeli prioritär behandelt. Skifahrer Marco Pfiffner trug bei der Eröffnungsfeier der Olympischen Winterspiele die Liechtensteinische Fahne ins Olympiastadion von Pyeongchang. In Sotschi 2014 trug Tina Weirather die Fahne.

## Teilnehmer nach Sportarten

### Ski Alpin
| Athleten       | Wettbewerbe  | 1. Lauf     | 2. Lauf     | Gesamt        | Gesamt        |               |
| Athleten       | Wettbewerbe  | Zeit        | Zeit        | Zeit          | Rang          |               |
| -------------- | ------------ | ----------- | ----------- | ------------- | ------------- | ------------- |
| Frauen         |              |             |             |               |               |               |
| Tina Weirather | Abfahrt      | −           | −           | 1:39,85 min   | 4             |               |
| Tina Weirather | Super-G      | −           | −           | 1:21,22 min   | Bronze        |               |
| Tina Weirather | Riesenslalom | 1:14,08 min | 1:10,14 min | 2:24,22 min   | 22            |               |
| Männer         |              |             |             |               |               |               |
| Marco Pfiffner | Abfahrt      | −           | −           | 1:45,61 min   | 43            |               |
| Marco Pfiffner | Super-G      | −           | −           | 1:28,57 min   | 36            |               |
| Marco Pfiffner | Slalom       | 51,09 s     | 52,22 s     | 1:43,31 min   | 25            |               |
| Marco Pfiffner | Kombination  | 1:22,54 min | DNF         | ausgeschieden | ausgeschieden | ausgeschieden |

### Skilanglauf
| Männer        |                 |             |    |
| Martin Vögeli | 15 km Freistil  | 36:57,0 min | 52 |
| Martin Vögeli | 30 km Skiathlon | 1:26:08,2 h | 59 |